# Provincia di Moxico
La provincia di Moxico è la più estesa delle province dell'Angola. Il capoluogo è Luena. Ha una superficie di 223.023 km² ed una popolazione di 519.967 (stima del 2009).

## Geografia fisica
La provincia è posta nell'est dell'Angola e confina a nord con la provincia di Lunda Sud ed ha un confine internazionale a nord con la Repubblica Democratica del Congo ed a est con lo Zambia. A sud confina con la provincia di Cuando Cubango ed a ovest con quella di Bié.
Il territorio è caratterizzato dall'altopiano angolano che supera i 1500 metri a ovest ed i 1600 metri di altezza a est. È drenato a ovest dal fiume Cuando, che riceve moltissimi affluenti e che segna parte del confine con la provincia di Cuando Cubango. La regione centrale della provincia è drenata dal fiume Lunguè-Bungo che scorre verso sud-est fino a confluire nello Zambesi in Zambia. Infine la regione nord-orientale è drenata dallo stesso Zambesi.
Nella provincia è situato il parco nazionale di Cameia che è posto nel nord-est e protegge un territorio che è parte del bacino dello Zambesi.

## Geografia antropica
La provincia di Moxico è suddivisa in 10 municipi e 26 comuni.

### Municipi
- Alto Zambese, Bundas, Camanongue, Léua, Luacano, Luau, Luchazes, Lumeje, Moxico.

### Comuni
- Alto Zambeze, Chiume, Kaianda, Kalunda, Kamanongue, Kangamba, Kangumbe, Kavungo, Lago-Dilolo, Léua, Liangongo, Lóvua, Luakano, Lukusse, Lumbala-Kakengue, Lumbala-Nguimbo, Lumeje Kameia, Lutembo, Lutuai ou Muangai, Macondo, Mussuma, Ninda, Tempué, Sessa, Cassamba, Muié.